# Arthur Scherbius
Arthur Scherbius, nemški izumitelj, * 30. oktober 1878, Frankfurt na Majni, † 13. maj 1929, Berlin.
Elektrotehniko je študiral v Münchnu in Hannovru, leta 1918 pa je ustanovil lastno podjetje.
23. februarja 1918 je patentiral (DRP 416 219) napravo za šifriranje sporočil, imenovano Enigma. 